# Giuseppe Farina
Giuseppe Antonio "Nino" Farina (30. oktober 1906–30. juni 1966) var en italiensk racerkører. Han blev i 1950 den første Formel 1-verdensmester nogensinde.